# Danko Šipka
Danko Šipka (ur. 1962 w Banja Luce) – językoznawca, profesor slawistyki i lingwistyki stosowanej na Uniwersytecie Arizony. Do jego zainteresowań naukowo-badawczych należą: leksykografia, leksykologia, morfologia, lingwistyka komputerowa. Jego dorobek obejmuje ponad 150 prac bądź recenzji, a także 30 książek językoznawczych.

## Życiorys
Šipka podjął i ukończył studia slawistyczne na Wydziale Filozoficznym Uniwersytetu w Sarajewie (1985). Magisterium (1987) i doktorat z językoznawstwa (1989) otrzymał na Wydziale Filologicznym Uniwersytetu Belgradzkiego. Drugi doktorat (w dziedzinie psychologii) uzyskał w Instytucie Psychologii Polskiej Akademii Nauk (1998). Ukończył także studia magisterskie i obronił pracę z zakresu rusycystyki na Uniwersytecie im. Adama Mickiewicza (1998), gdzie uzyskał także habilitację w dziedzinie slawistyki (1999).
Był stypendystą Fundacji Fulbrighta i członkiem Amerykańskiej Rady Towarzystw Naukowych. W roku 2010 odebrał nominację profesorską z rąk prezydenta RP Bronisława Komorowskiego. W roku 2019 otrzymał Walton Award od Narodowej Rady Języków Rzadziej Nauczanych (NCOLCTL).
Šipka jest autorem szeregu monografii i słowników, w tym ogólnych słowników serbsko-angielskich i wydawnictw Lexical Conflict: Theory and practice i Lexical Layers of Identity: Words, Meaning, and Culture in the Slavic Languages. W roku 2017 podpisał Deklarację o wspólnym języku Chorwatów, Serbów, Boszniaków i Czarnogórców. Jest redaktorem naczelnym czasopisma „JNCOLCTL” (Journal of the National Council of Less Commonly Taught Languages).